# Dalgrond

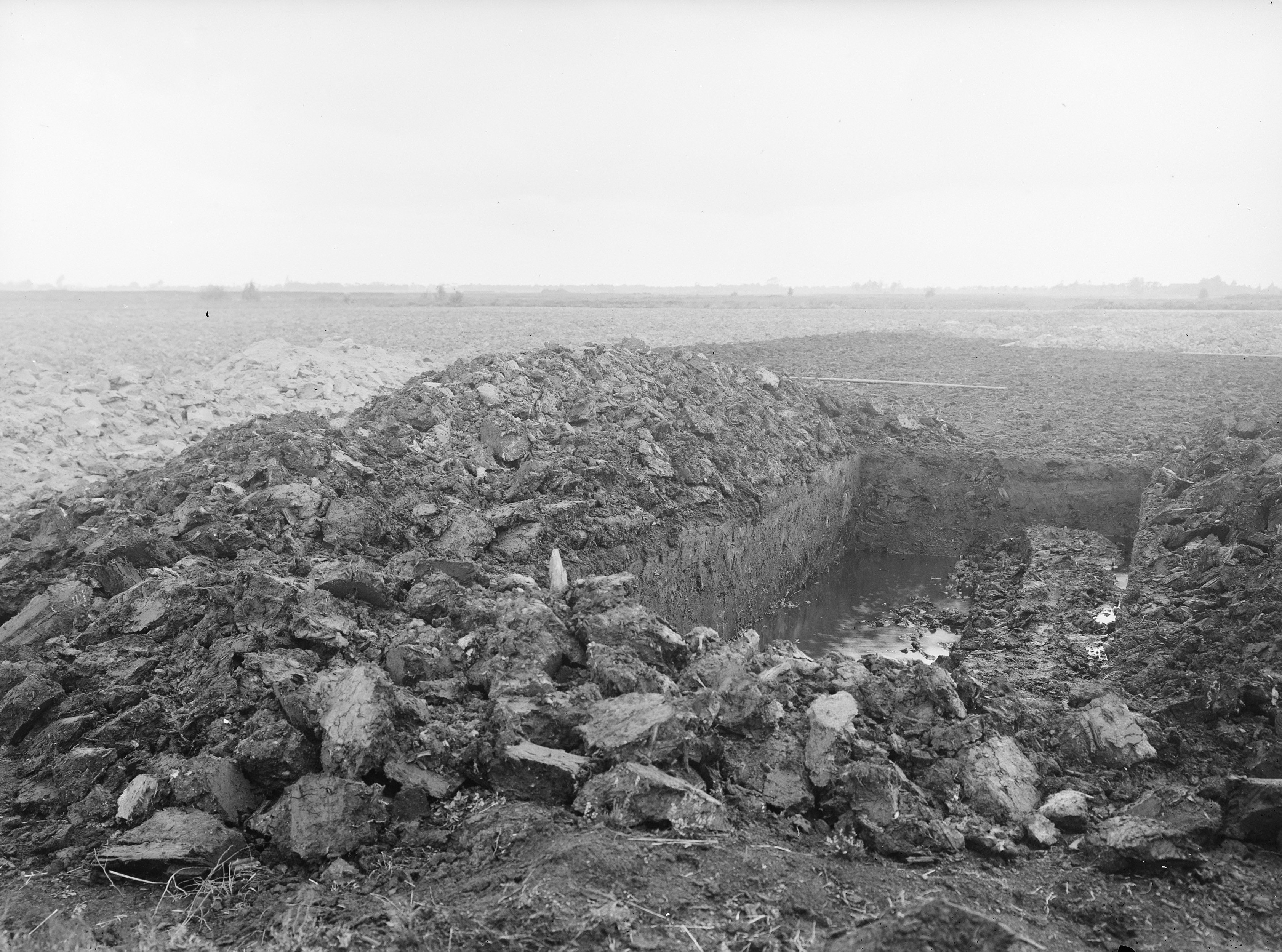
Dalgrondontginning in De Krim

Dalgrond is de zandige ondergrond die vrijkomt wanneer een laag veen geheel is afgegraven, en wanneer  die vervolgens wordt vermengd met bonkaarde.
Vaak werd de bonkaarde, de bovenste halve meter van het veen, die niet geschikt is voor het maken van turf, voorlopig opgeslagen om later met de zandgrond te worden vermengd. De aldus gevormde bodem kon, met goede bemesting en afwatering, landbouwgrond van redelijke kwaliteit vormen.
De bodem in de veenkoloniën bestaat thans in Groningen, Drenthe en Friesland voor een groot deel uit dalgrond. In de Peel vond deze vermenging niet plaats. Daar wordt dan ook geen dalgrond aangetroffen. 